# Anel (micologia)

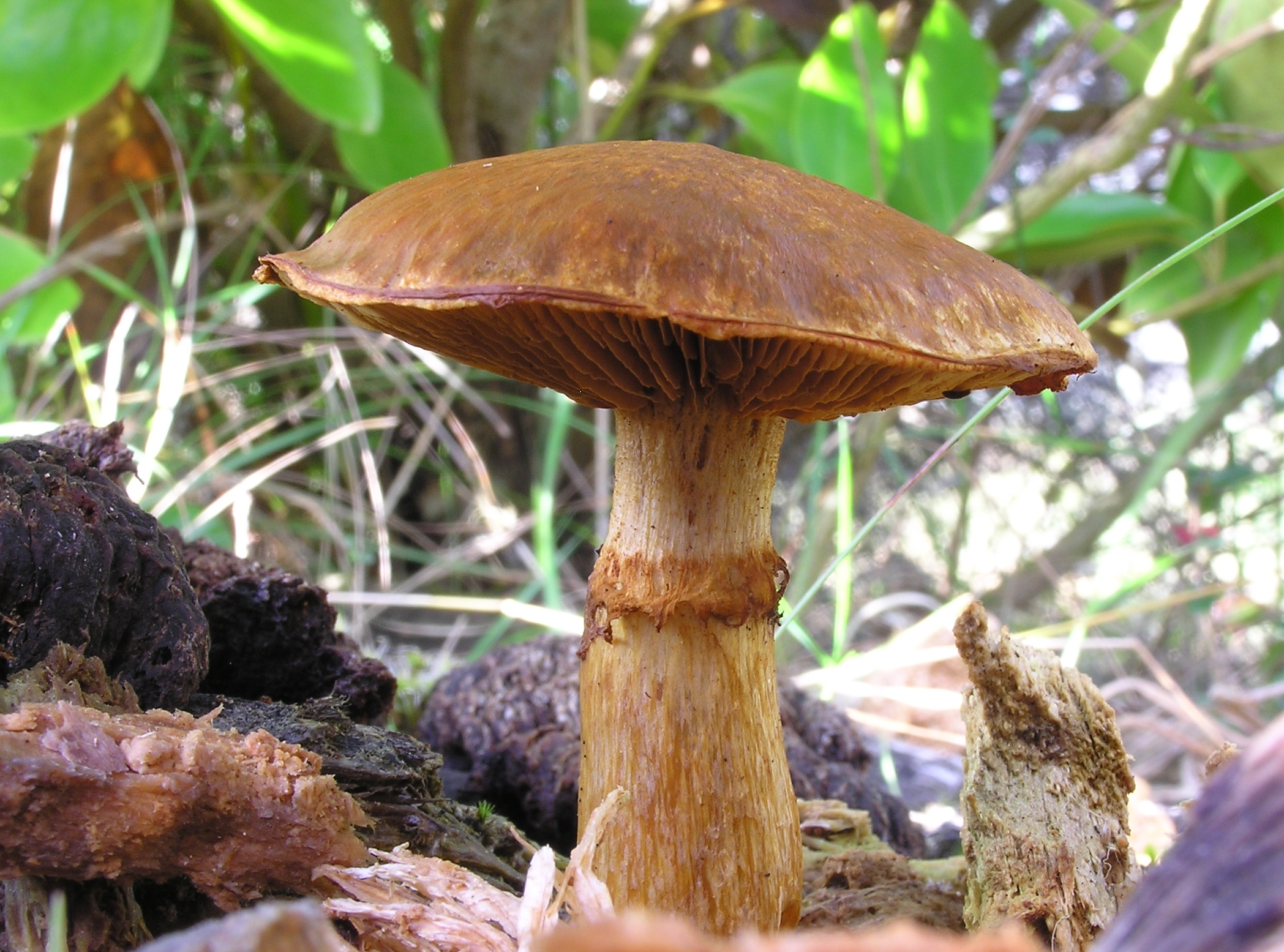
Um anel no tronco deste cogumelo.

Um anel ou annulus é uma estrutura por vezes encontrada na estipe de algumas espécies de cogumelos. O anel representa a parte remanescente do véu parcial, depois de ter se rompido para expor as lamelas ou outra superfície de produção de esporos. Um anel pode ser espesso e membranoso, ou pode ser do tipo teia de aranha. Um anel pode ser persistente e ser uma característica notável de um cogumelo maduro, ou pode desaparecer logo após o surgimento do cogumelo, talvez deixando alguns restos no estipe.